# Janet Rowley
Janet Davidson Rowley (Davidson de soltera y Rowley de casada) (Nueva York, 5 de abril de 1925 - 17 de diciembre de 2013), fue una genetista estadounidense reconocida por identificar la translocación cromosómica que causa la leucemia y otros tipos de cánceres. Los descubrimientos de Rowley permitieron el desarrollo de medicamentos dirigidos a las anomalías genéticas específicas del cáncer.
Recibió el Premio Internacional Canadá Gairdner en 1996, el Premio Albert Lasker por Investigación Médica Básica en 1998, la Medalla Nacional de Ciencia en 1998, el Premio Japón en 2012, el Premio Hope Funds for Cancer Research y está en el National Women's Hall of Fame.

## Vida personal
Janet Davison nació el 5 de abril de 1925 en Nueva York, hija de Hurford y Ethel Davison, pero su familia se mudó a Chicago antes de sus 2 años de edad. En 1948 se casó con otro estudiante de medicina, Donald Rowley, luego en profesor de patología en la Universidad de Chicago. Hizo su residencia en el Hospital Marino del Servicio de Salud Pública de los Estados Unidos en Chicago. Tuvieron cuatro hijos. Pasó los siguientes 20 años criándolos mientras trabajaba tres días a la semana en varios sitios, incluida una clínica de Chicago para niños con síndrome de Down.

## Trayectoria profesional
Rowley se recibió en 1946 y en 1948 terminó su master degree en la escuela de medicina de la Universidad de Chicago. El presidente Jimmy Carter la nombró miembro del Consejo Consultivo Nacional del Cáncer (1979-84). El presidente Bill Clinton le otorgó la Medalla Nacional de la Ciencia en 1998. De 2002 a 2009, fue miembro del Consejo Presidencial de Bioética del presidente George W. Bush. En 2009, el presidente Barack Obama le entregó la Medalla de la Libertad Presidencial.

## Premios y reconocimientos

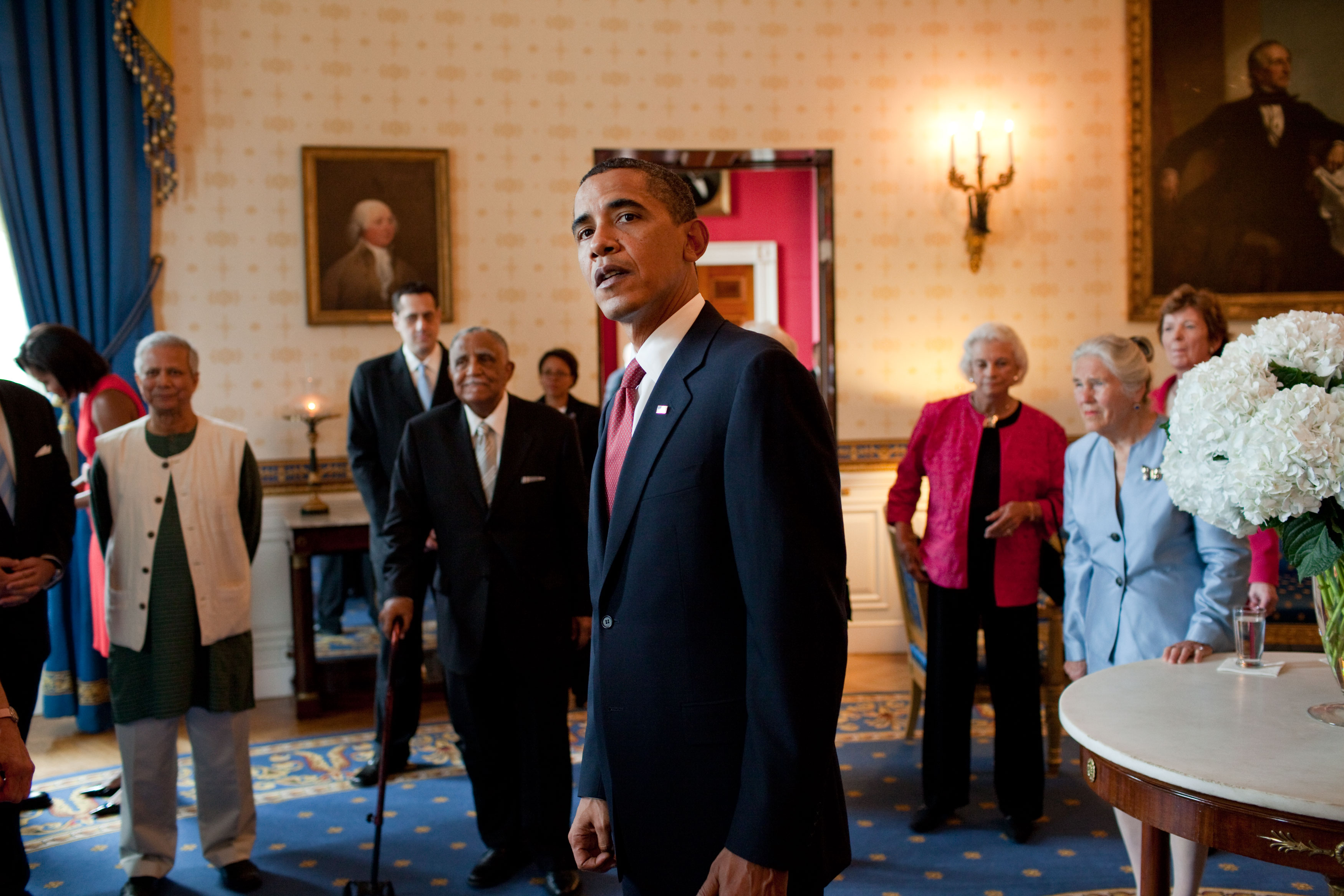
Obama entrega la Medalla de la Libertad a Rowley en 2009.

- Premio Internacional Canadá Gairdner 1996,
- Premio Albert Lasker por Investigación Médica Básica 1998,
- Medalla Nacional de Ciencia 1998,
- Premio Japón 2012,
- Premio Hope Funds for Cancer Research
- Medalla de la Libertad, 2009.
- National Women's Hall of Fame